# Marcillac-Vallon
Pour le vin, voir Marcillac.
Marcillac-Vallon est une commune française située dans le département de l'Aveyron, en région Occitanie.
Le patrimoine architectural de la commune comprend deux  immeubles protégés au titre des monuments historiques : la chapelle Notre-Dame, inscrite en 1988, et le manoir de Curlande, inscrite en 2001.

## Géographie

### Localisation
Marcillac-Vallon est située au nord-ouest du département, dans l'espace urbain Rodez-Decazeville au confluent de l'Ady et du Créneau, dans le vallon de Marcillac.

### Communes limitrophes
Les communes limitrophes sont  Mouret, Nauviale, Saint-Christophe-Vallon, Salles-la-Source et Valady.

### Hydrographie

#### Réseau hydrographique

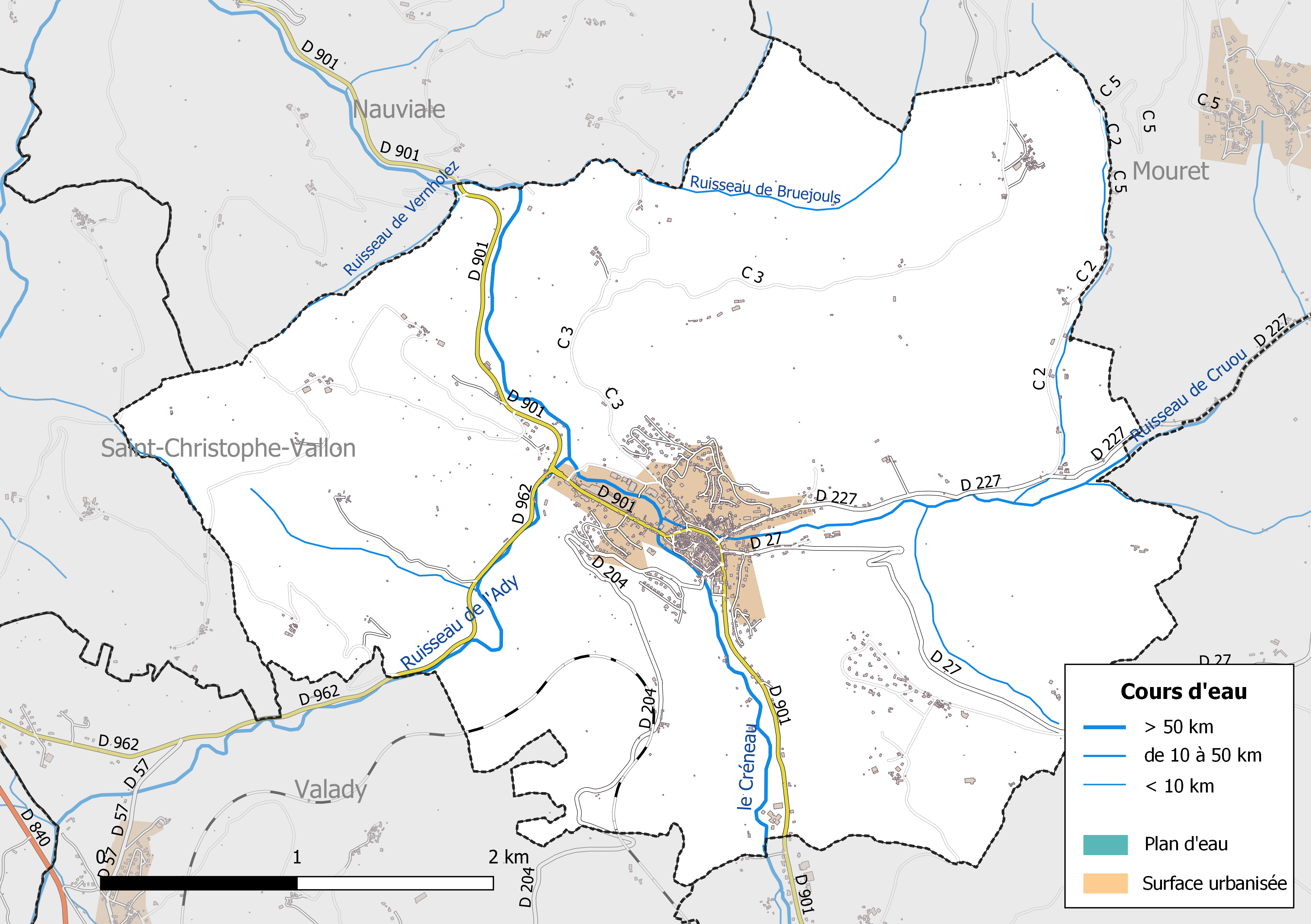
Réseaux hydrographique et routier de Marcillac-Vallon.

La commune est drainée par le Créneau, le ruisseau de l'Ady, le ruisseau de Cruou, le ruisseau de Bruejouls, le ruisseau de Farrens, le ruisseau de Vernholez et par divers petits cours d'eau.
Le Créneau, d'une longueur totale de 18,4 km, prend sa source dans la commune de Salles-la-Source et se jette  dans le Dourdou de Conques  à Nauviale, après avoir arrosé 3 communes.
Le ruisseau de l'Ady, d'une longueur totale de 14,2 km, prend sa source dans la commune de Clairvaux-d'Aveyron et se jette  dans le Créneau à Marcillac-Vallon, après avoir arrosé 4 communes.

#### Gestion des cours d'eau
La gestion des cours d’eau situés dans le bassin de l’Aveyron est assurée par l’établissement public d'aménagement et de gestion des eaux (EPAGE) Aveyron amont, créé le 1er janvier 2017, en remplacement du syndicat mixte du bassin versant Aveyron amont,,.

### Climat
Pour des articles plus généraux, voir Climat de l'Occitanie et Climat de l'Aveyron.
En 2010, le climat de la commune est de type climat océanique altéré, selon une étude s'appuyant sur une série de données couvrant la période 1971-2000. En 2020, Météo-France publie une typologie des climats de la France métropolitaine dans laquelle la commune est exposée à un climat de montagne et est dans la région climatique Sud-est du Massif Central, caractérisée par une pluviométrie annuelle de 1 000 à 1 500 mm, minimale en été, maximale en automne.
Pour la période 1971-2000, la température annuelle moyenne est de 12,7 °C, avec une amplitude thermique annuelle de 16,2 °C. Le cumul annuel moyen de précipitations est de 988 mm, avec 11,2 jours de précipitations en janvier et 6,3 jours en juillet. Pour la période 1991-2020, la température moyenne annuelle observée sur la station météorologique la plus proche, située sur la commune de Salles-la-Source à 6 km à vol d'oiseau, est de 11,1 °C et le cumul annuel moyen de précipitations est de 869,1 mm,. Pour l'avenir, les paramètres climatiques de la commune estimés pour 2050 selon différents scénarios d'émission de gaz à effet de serre sont consultables sur un site dédié publié par Météo-France en novembre 2022.

### Milieux naturels et biodiversité
L’inventaire des zones naturelles d'intérêt écologique, faunistique et floristique (ZNIEFF) a pour objectif de réaliser une couverture des zones les plus intéressantes sur le plan écologique, essentiellement dans la perspective d’améliorer la connaissance du patrimoine naturel national et de fournir aux différents décideurs un outil d’aide à la prise en compte de l’environnement dans l’aménagement du territoire.
Le territoire communal de Marcillac-Vallon comprend deux ZNIEFF de type 1,, 
les « Coteaux et Vallon du créneau et du cruou » (569 ha), couvrant 4 communes du département
et le « Vallon de l'Ady à Marcillac » (315,2 ha), couvrant 3 communes du département
et deux ZNIEFF de type 2, : 
- le « Causse comtal » (13 496 ha), qui s'étend sur 9 communes de l'Aveyron[16];
- la « Vallée du Dourdou » (5 964 ha), qui s'étend sur 16 communes de l'Aveyron[17].

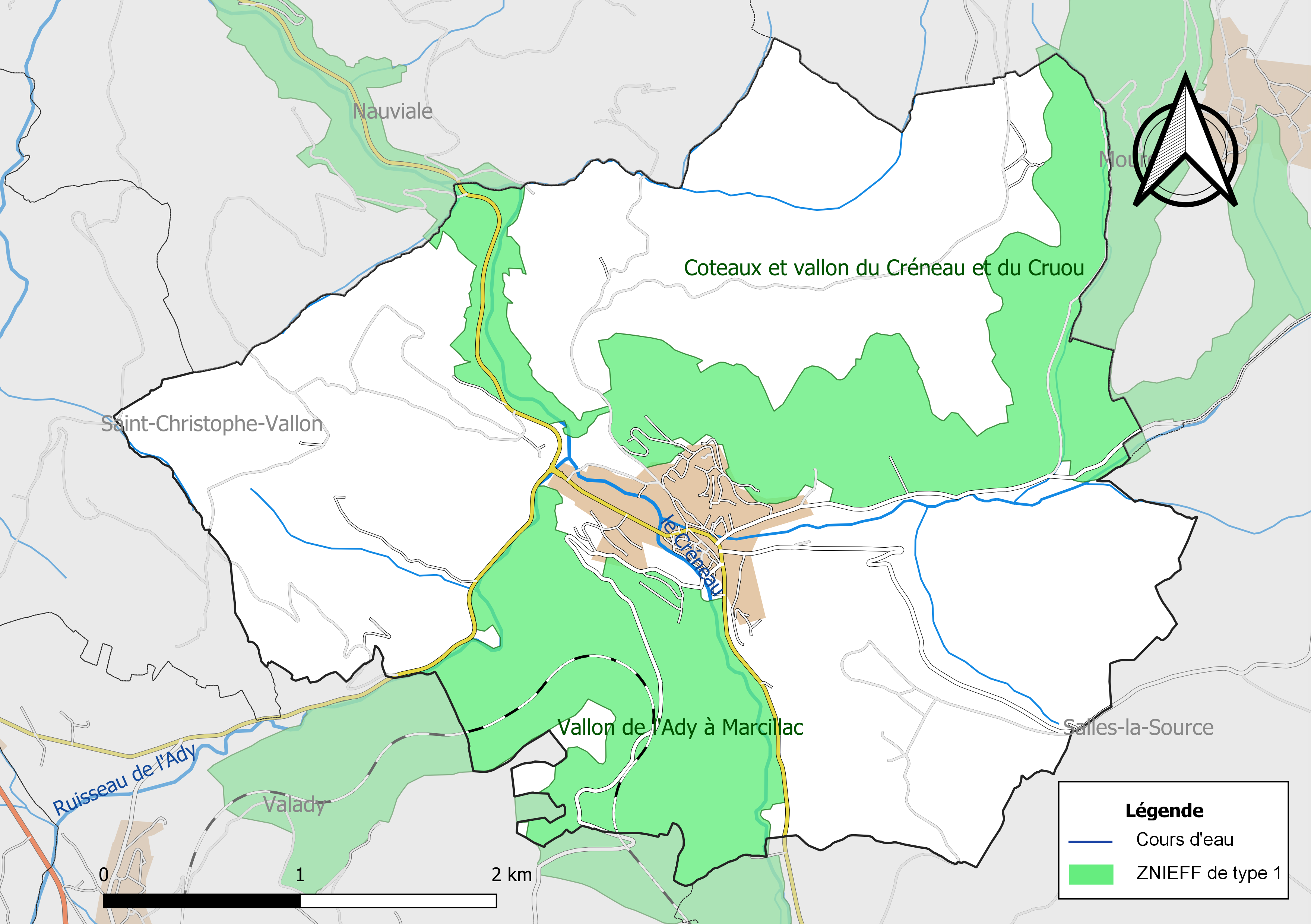
Carte des ZNIEFF de type 1 de la commune.
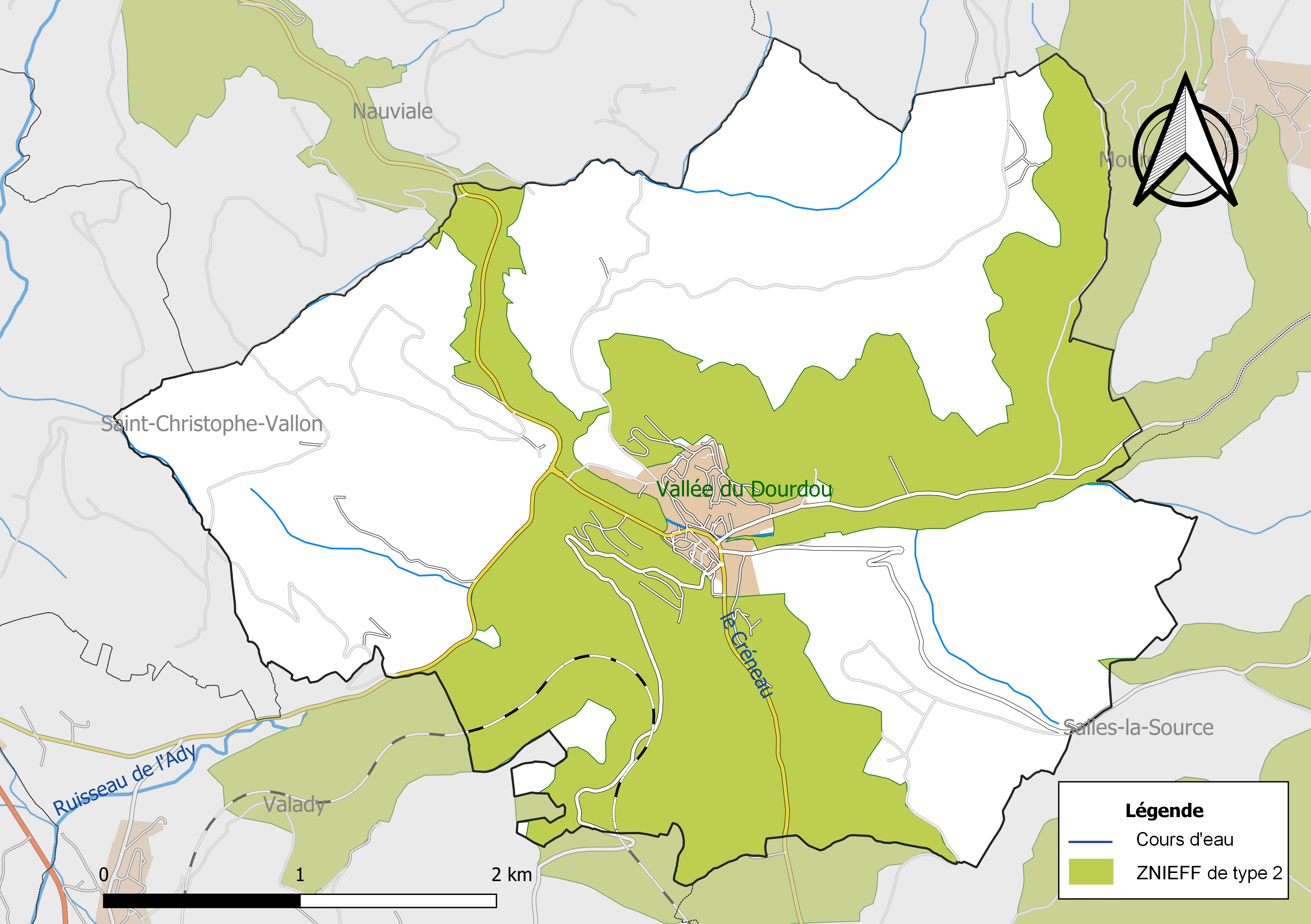
Carte des ZNIEFF de type 2 de la commune.

## Urbanisme

### Typologie
Au 1er janvier 2024, Marcillac-Vallon est catégorisée bourg rural, selon la nouvelle grille communale de densité à 7 niveaux définie par l'Insee en 2022.
Elle est située hors unité urbaine. Par ailleurs la commune fait partie de l'aire d'attraction de Rodez, dont elle est une commune de la couronne,. Cette aire, qui regroupe 68 communes, est catégorisée dans les aires de 50 000 à moins de 200 000 habitants,.

### Occupation des sols

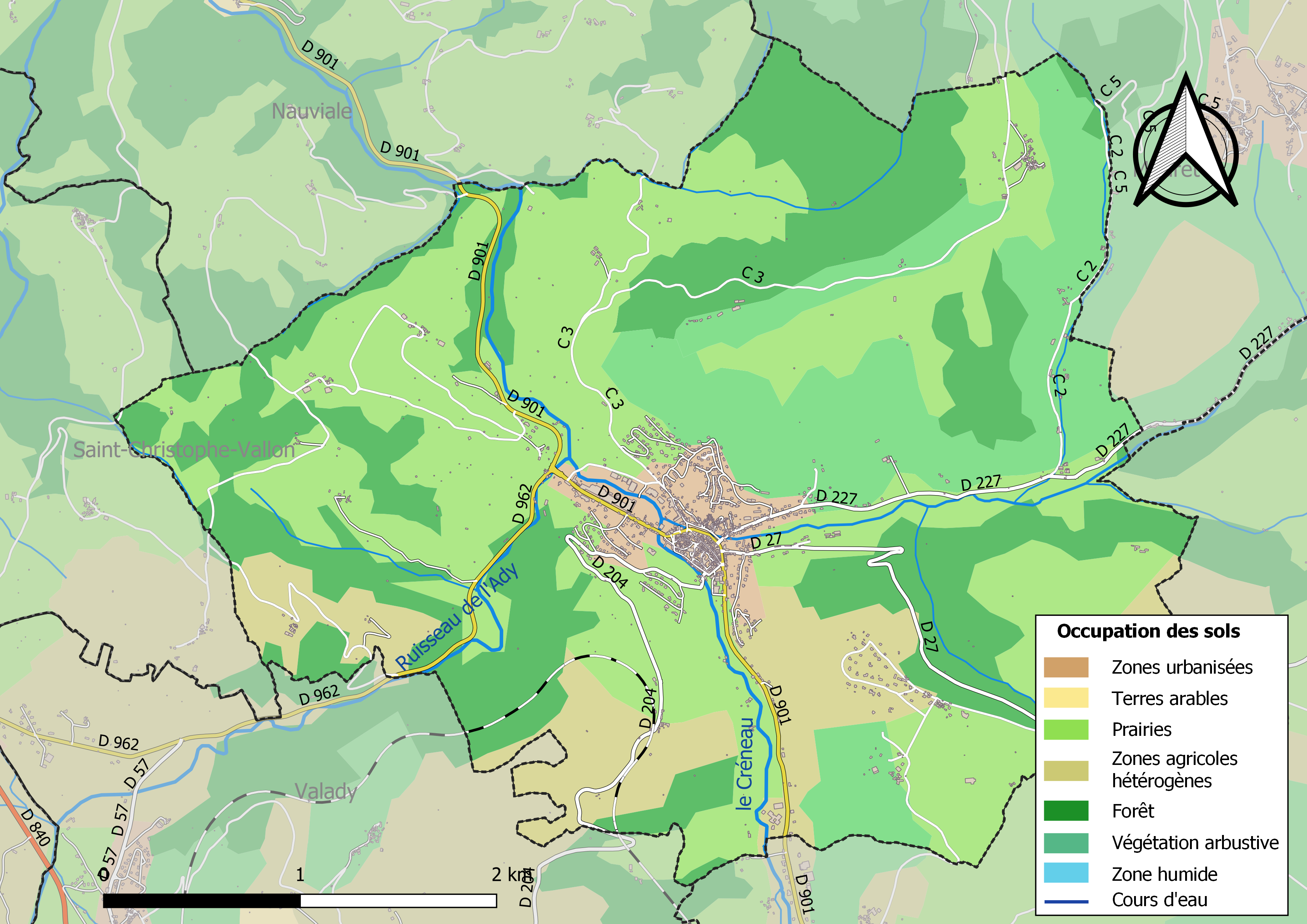
Infrastructures et occupation des sols de la commune de Marcillac-Vallon.

L'occupation des sols de la commune, telle qu'elle ressort de la base de données européenne d’occupation biophysique des sols Corine Land Cover (CLC), est marquée par l'importance des territoires agricoles (51 % en 2018), en diminution par rapport à 1990 (62,4 %). La répartition détaillée en 2018 est la suivante : 
prairies (40,5 %), forêts (28,1 %), milieux à végétation arbustive et/ou herbacée (16 %), zones agricoles hétérogènes (10,4 %), zones urbanisées (5 %).

### Planification
La loi SRU du 13 décembre 2000 a incité fortement les communes à se regrouper au sein d’un établissement public, pour déterminer les partis d’aménagement de l’espace au sein d’un SCoT, un document essentiel d’orientation stratégique des politiques publiques à une grande échelle. La commune est dans le territoire du SCoT du Centre Ouest Aveyron  approuvé en février 2020. La structure porteuse est le Pôle d'équilibre territorial et rural Centre Ouest Aveyron, qui associe neuf EPCI, notamment la communauté de communes Conques-Marcillac, dont la commune est membre.
La commune disposait en 2017 d'un plan local d'urbanisme approuvé. Le zonage réglementaire et le règlement associé peuvent être consultés sur le Géoportail de l'urbanisme.

### Risques majeurs
Le territoire de la commune de Marcillac-Vallon est vulnérable à différents aléas naturels : inondations, climatiques (hiver exceptionnel ou canicule), feux de forêts et séisme (sismicité faible).
Il est également exposé à un risque technologique, le transport de matières dangereuses, et à un risque particulier, le risque radon,.

#### Risques naturels

Zones inondables de la commune de Marcillac-Vallon.

Certaines parties du territoire communal sont susceptibles d’être affectées par le risque d’inondation par débordement du Créneau et du ruisseau de l'Ady. Les dernières grandes crues historiques, ayant touché plusieurs parties du département, remontent aux 3 et 4 décembre 2003 (dans le bassin du Lot, de l'Aveyron, du Viaur et du Tarn) et au 28 novembre 2014 (bassins de la Sorgues et du Dourdou). Ce risque est pris en compte dans l'aménagement du territoire de la commune par le biais du Plan de prévention du risque inondation (PPRI) du bassin du Dourdou de Conques, approuvé le 3 décembre 2015.
Le Plan départemental de protection des forêts contre les incendies découpe le département de l’Aveyron en sept « bassins de risque » et définit une sensibilité des communes à l’aléa feux de forêt (de faible à très forte). La commune est classée en sensibilité forte.
Les mouvements de terrains susceptibles de se produire sur la commune sont soit des mouvements liés au retrait-gonflement des argiles, soit des effondrements liés à des cavités souterraines. Le phénomène de retrait-gonflement des argiles est la conséquence d'un changement d'humidité des sols argileux. Les argiles sont capables de fixer l'eau disponible mais aussi de la perdre en se rétractant en cas de sécheresse. Ce phénomène peut provoquer des dégâts très importants sur les constructions (fissures, déformations des ouvertures) pouvant rendre inhabitables certains locaux. La carte de zonage de cet aléa peut être consultée sur le site de l'observatoire national des risques naturels Géorisques. Une autre carte permet de prendre connaissance des cavités souterraines localisées sur la commune,.

#### Risques technologiques
Le risque de transport de matières dangereuses sur la commune est lié à sa traversée par une route à fort trafic et une ligne de chemin de fer. Un accident se produisant sur de telles infrastructures est en effet susceptible d’avoir des effets graves au bâti ou aux personnes jusqu’à 350 m, selon la nature du matériau transporté. Des dispositions d’urbanisme peuvent être préconisées en conséquence.

#### Risque particulier
Dans plusieurs parties du territoire national, le radon, accumulé dans certains logements ou autres locaux, peut constituer une source significative d’exposition de la population aux rayonnements ionisants. Toutes les communes du département sont concernées par le risque radon à un niveau plus ou moins élevé. Selon le dossier départemental des risques majeurs du département établi en 2013, la commune de Marcillac-Vallon est classée à risque moyen à élevé. Un décret du 4 juin 2018 a modifié la terminologie du zonage définie dans le code de la santé publique et a été complété par un arrêté du 27 juin 2018 portant délimitation des zones à potentiel radon du territoire français. La commune est désormais en zone 3, à savoir zone à potentiel radon significatif.

## Histoire

### Moyen Âge
La première mention du bourg remonte au XIe siècle. Il aurait été donné par un seigneur du Rouergue au prieuré de Conques. À partir du XIIIe siècle, le bourg de Marcillac-Vallon est dirigé par des consuls. En 1351, la ville est protégée par une enceinte.

### Époque moderne

#### Jacquerie de 1643
La jacquerie des croquants menée par Bernard Calmels est partie de Marcillac en juin 1643. Les révoltés ont échoué devant Villefranche-de-Rouergue. Bernard Calmels a été capturé à Najac, jugé et roué vif. Sa tête a été exposée au bout d'un pic sur une tour de Marcillac d'où était partie la révolte.

#### L'apogée du village
Au XVe siècle, des maisons nobles sont construites dans le village qui connaît alors son apogée grâce à ses foires et à l'ouverture d'une école religieuse. Marcillac s'est également étendu durant les XVIIe et XVIIIe siècles créant son faubourg le long du Cruou.

### Époque contemporaine
À la fin du XIXe siècle, la population de Marcillac-Vallon est à son apogée. On compte plus de 2 000 personnes, en partie grâce au développement de l'exploitation du minerai de fer.

## Politique et administration

### Découpage territorial
La commune de Marcillac-Vallon est membre de la communauté de communes Conques-Marcillac, un établissement public de coopération intercommunale (EPCI) à fiscalité propre créé le 27 décembre 1996 dont le siège est à Marcillac-Vallon. Ce dernier est par ailleurs membre d'autres groupements intercommunaux.
Sur le plan administratif, elle est rattachée à l'arrondissement de Rodez, au département de l'Aveyron et à la région Occitanie. Sur le plan électoral, elle dépend du  canton du Vallon pour l'élection des conseillers départementaux, depuis le redécoupage cantonal de 2014 entré en vigueur en 2015, et de la première circonscription de l'Aveyron  pour les élections législatives, depuis le dernier découpage électoral de 2010.

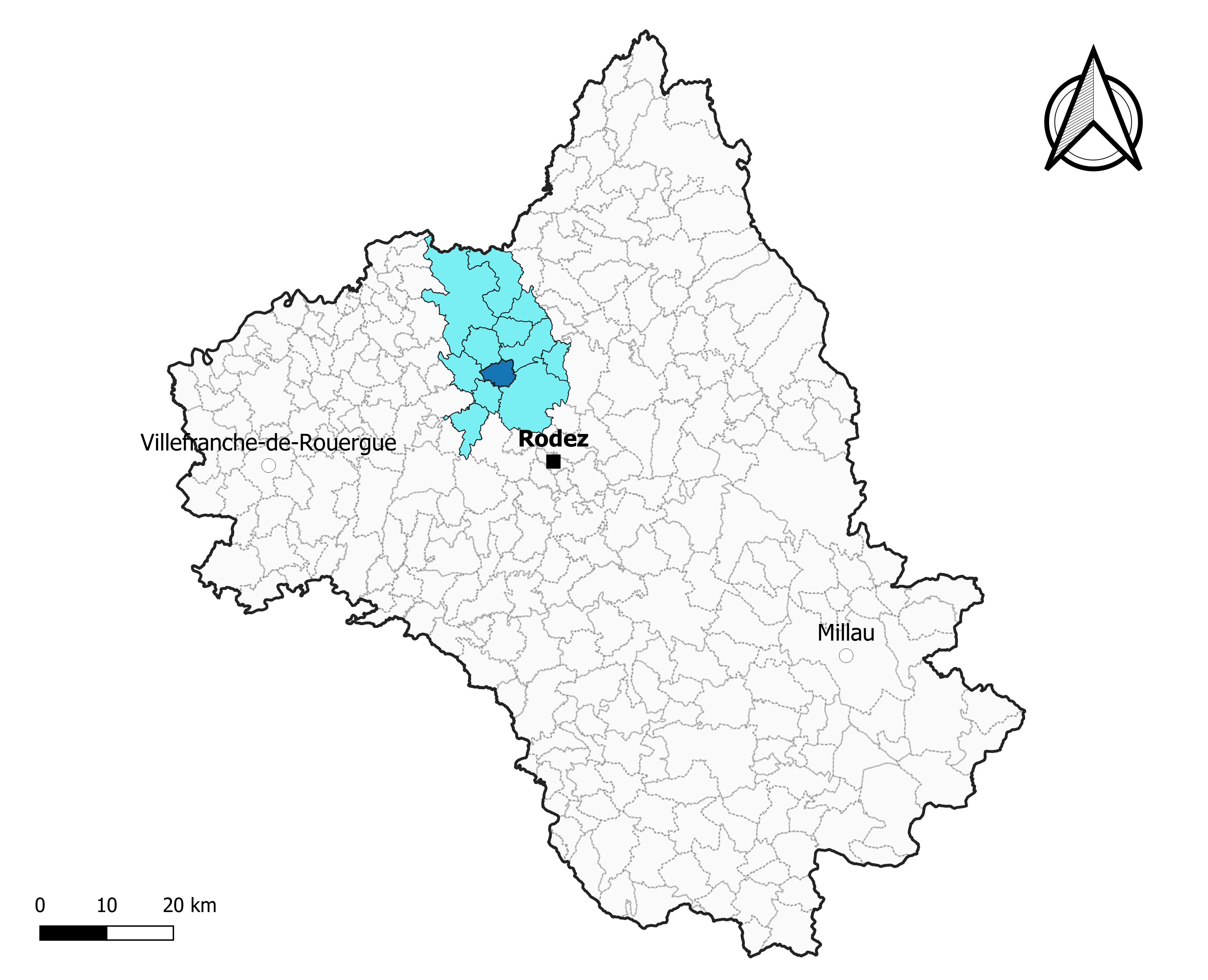
Marcillac-Vallon dans l'intercommunalité en 2020.
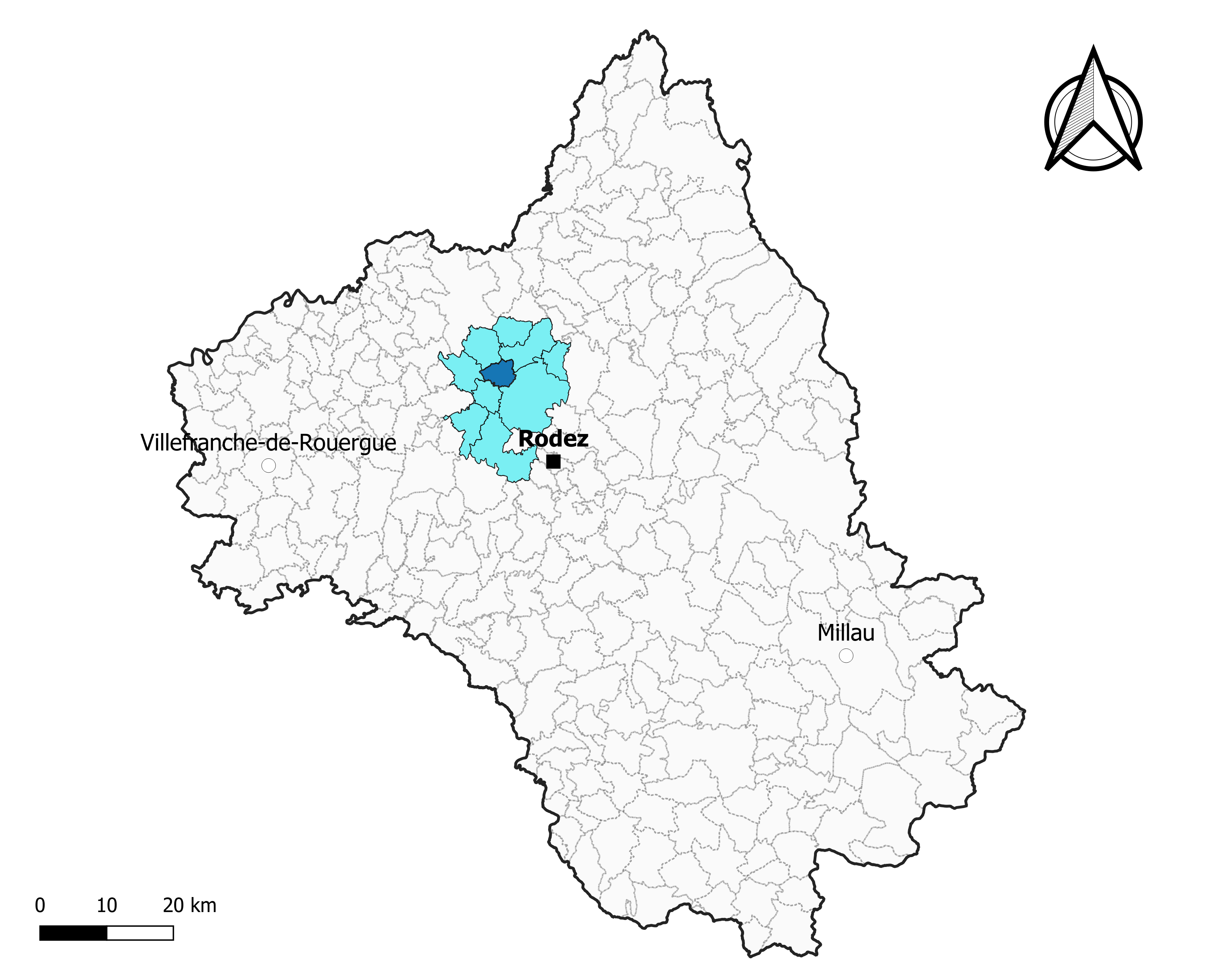
Marcillac-Vallon dans le canton du Vallon en 2020.
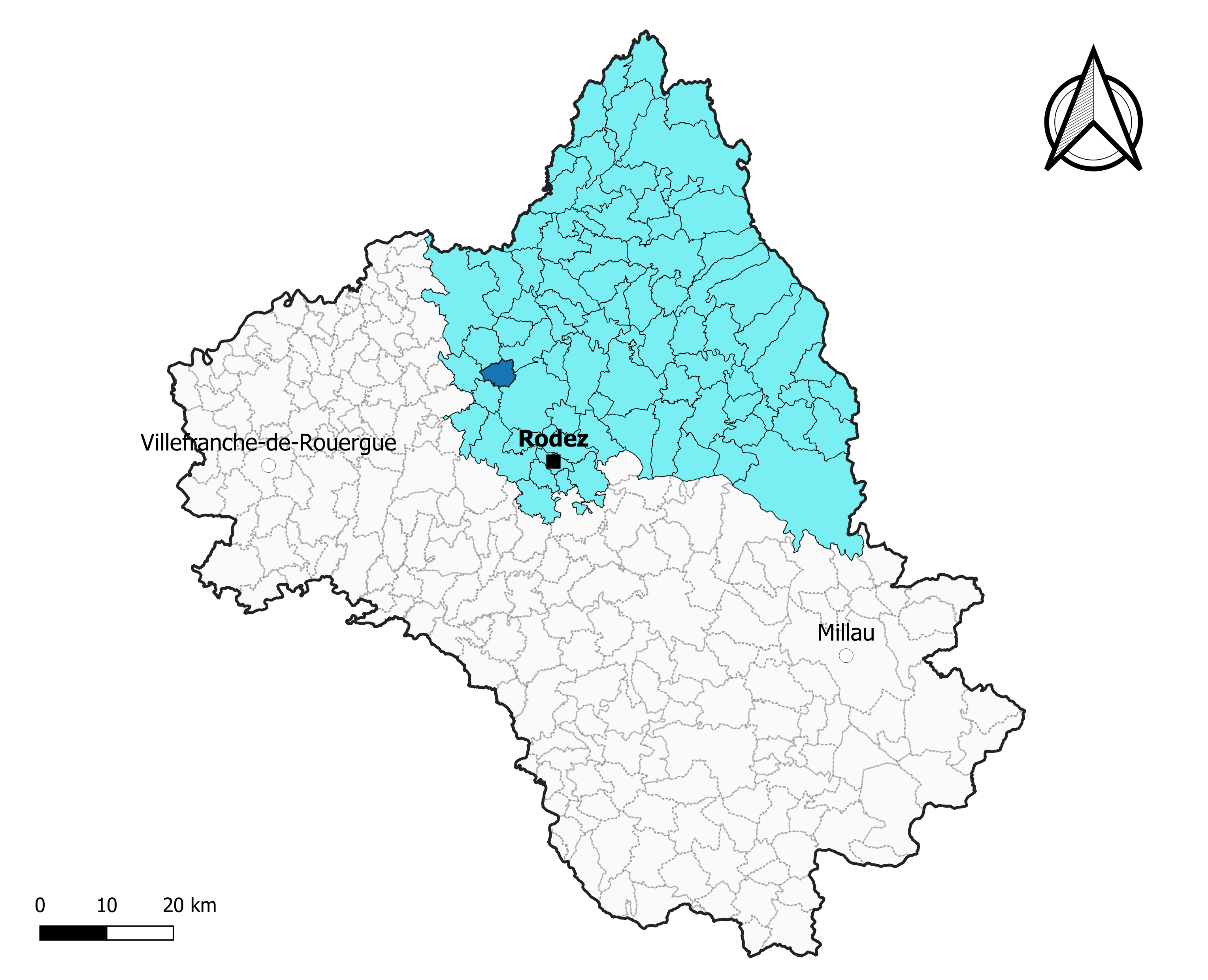
Marcillac-Vallon dans l'arrondissement de Rodez en 2020.

### Élections municipales et communautaires

#### Élections de 2020
| Tête de liste       | Suffrages | Pourcentage | CM | CC |
| ------------------- | --------- | ----------- | -- | -- |
| Jean-Philippe Périé | 522       | 58,12 %     | 15 | 3  |
| Anne Gaben-Toutant  | 376       | 41,87 %     | 4  | 1  |

Le conseil municipal de Marcillac-Vallon, commune de plus de 1 000 habitants, est élu au scrutin proportionnel de liste à deux tours (sans aucune modification possible de la liste), pour un mandat de six ans renouvelable. Compte tenu de la population communale, le nombre de sièges à pourvoir lors des élections municipales de 2020 est de 19. Les dix-neuf conseillers municipaux sont élus au premier tour avec un taux de participation de 66,42 %, se répartissant en quinze issus de la liste conduite par Jean-Philippe Périé et quatre issus de celle d'Anne Gaben-Toutant.
Jean-Philippe Périé est élu nouveau maire de la commune le 23 mai 2020.
Les quatre sièges attribués à la commune au sein du conseil communautaire de la communauté de communes Conques-Marcillac se répartissent en : liste de Jean-Philippe Périé (3) et liste d'Anne Gaben-Toutant (1).

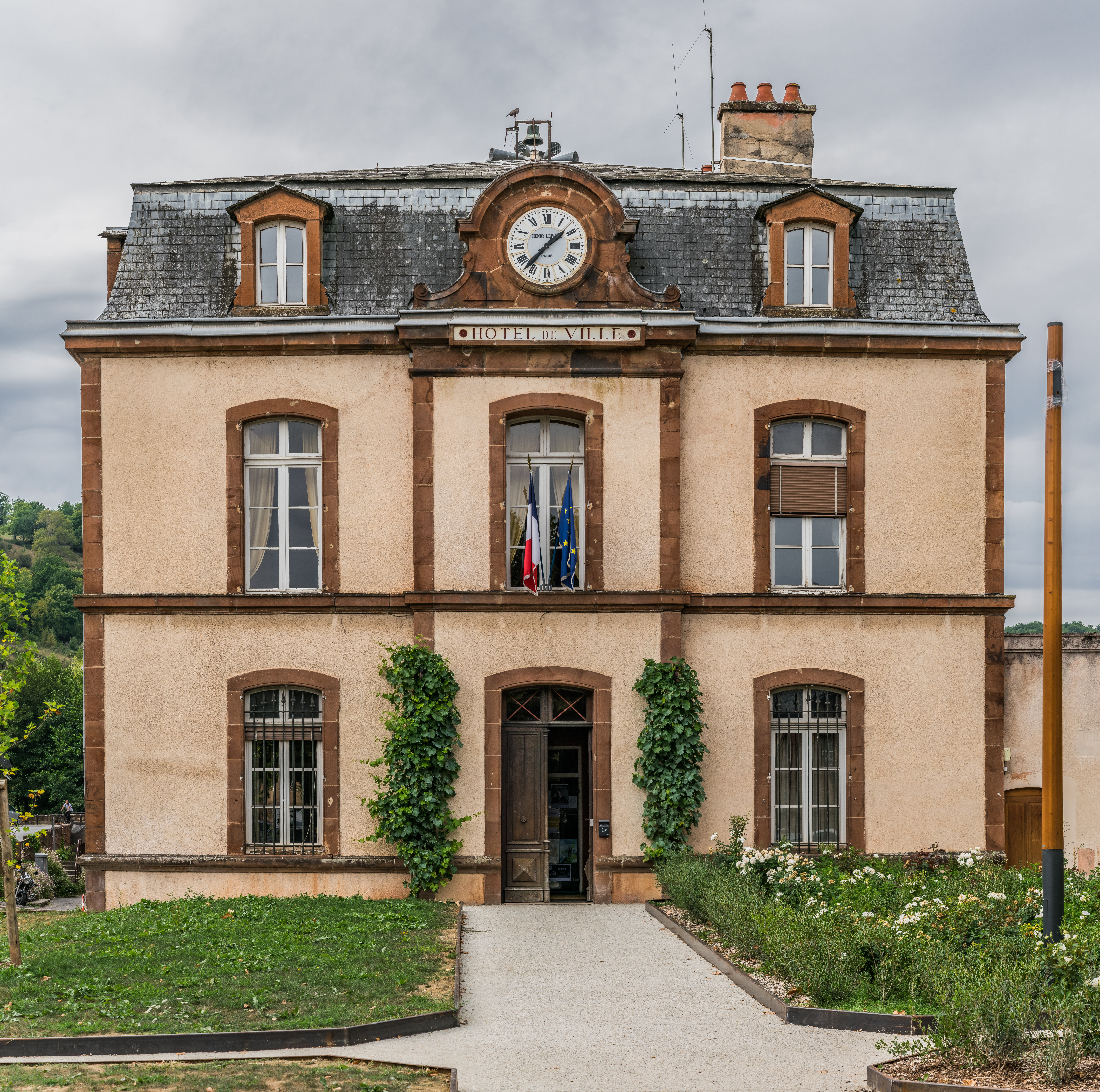
Mairie de Marcillac-Vallon.

#### Liste des maires
| Période | Période  | Identité            | Étiquette   | Qualité |
| ------- | -------- | ------------------- | ----------- | --- |
| 1936    | 1950     | Jean Lacaze         |             | |
| 1950    | 1977     | Jean Auzel          | Rad.        | Conseiller général du canton de Marcillac-Vallon (1945-1967)                                                                  |
| 1977    | 1983     | Henri Périé         | RI puis RPR | Conseiller général du canton de Marcillac-Vallon (1967-1992)                                                                  |
| 1983    | 1985     | François Retournard |             | démissionnaire |
| 1985    | 2001     | Joseph Monestier    | UDF         | Notaire, conseiller général du canton de Marcillac-Vallon (1992-2004)                                                         |
| 2001    | 2014     | Jacques Raynal      | DVD         | |
| 2014    | 2020     | Anne Gaben-Toutant  | PS          | Retraitée Conseillère générale du canton de Marcillac-Vallon (2004-2015), puis départementale du canton du Vallon depuis 2015 |
| 2020    | En cours | Jean-Philippe Périé |             | |

## Démographie
L'évolution du nombre d'habitants est connue à travers les recensements de la population effectués dans la commune depuis 1793. Pour les communes de moins de 10 000 habitants, une enquête de recensement portant sur toute la population est réalisée tous les cinq ans, les populations de référence des années intermédiaires étant quant à elles estimées par interpolation ou extrapolation. Pour la commune, le premier recensement exhaustif entrant dans le cadre du nouveau dispositif a été réalisé en 2006.

En 2022, la commune comptait 1 714 habitants, en évolution de +1,48 % par rapport à 2016 (Aveyron : +0,37 %, France hors Mayotte : +2,11 %).
| 1793  | 1800  | 1806  | 1821  | 1831  | 1836  | 1841  | 1846  | 1851  |
| ----- | ----- | ----- | ----- | ----- | ----- | ----- | ----- | ----- |
| 1 318 | 1 216 | 1 383 | 1 428 | 1 603 | 1 736 | 1 575 | 1 786 | 1 803 |

| 1856  | 1861  | 1866  | 1872  | 1876  | 1881  | 1886  | 1891  | 1896  |
| ----- | ----- | ----- | ----- | ----- | ----- | ----- | ----- | ----- |
| 1 858 | 1 974 | 1 990 | 1 959 | 2 004 | 1 799 | 1 900 | 1 737 | 1 622 |

| 1901  | 1906  | 1911  | 1921  | 1926  | 1931  | 1936  | 1946  | 1954  |
| ----- | ----- | ----- | ----- | ----- | ----- | ----- | ----- | ----- |
| 1 595 | 1 551 | 1 632 | 1 346 | 1 305 | 1 202 | 1 236 | 1 273 | 1 172 |

| 1962  | 1968  | 1975  | 1982  | 1990  | 1999  | 2006  | 2011  | 2016  |
| ----- | ----- | ----- | ----- | ----- | ----- | ----- | ----- | ----- |
| 1 184 | 1 370 | 1 493 | 1 564 | 1 485 | 1 532 | 1 613 | 1 661 | 1 689 |

| 2021  | 2022  | - | - | - | - | - | - | - |
| ----- | ----- | - | - | - | - | - | - | - |
| 1 719 | 1 714 | - | - | - | - | - | - | - |

## Économie

### Revenus
En 2018  (données Insee publiées en septembre 2021), la commune compte 744 ménages fiscaux, regroupant 1 615 personnes. La médiane du revenu disponible par unité de consommation est de 22 410 € (20 640 € dans le département).

### Emploi
| Division       | 2008  | 2013  | 2018  |
| -------------- | ----- | ----- | ----- |
| Commune        | 4,7 % | 5,7 % | 6,7 % |
| Département    | 5,4 % | 7,1 % | 7,1 % |
| France entière | 8,3 % | 10 %  | 10 %  |

En 2018, la population âgée de 15 à 64 ans s'élève à 926 personnes, parmi lesquelles on compte 79,2 % d'actifs (72,5 % ayant un emploi et 6,7 % de chômeurs) et 20,8 % d'inactifs,. Depuis 2008, le taux de chômage communal (au sens du recensement) des 15-64 ans est inférieur à celui de la France et du département.
La commune fait partie de la couronne de l'aire d'attraction de Rodez, du fait qu'au moins 15 % des actifs travaillent dans le pôle,. Elle compte 904 emplois en 2018, contre 853 en 2013 et 914 en 2008. Le nombre d'actifs ayant un emploi résidant dans la commune est de 683, soit un indicateur de concentration d'emploi de 132,3 % et un taux d'activité parmi les 15 ans ou plus de 52,3 %.
Sur ces 683 actifs de 15 ans ou plus ayant un emploi, 250 travaillent dans la commune, soit 37 % des habitants. Pour se rendre au travail, 79,4 % des habitants utilisent un véhicule personnel ou de fonction à quatre roues, 1,9 % les transports en commun, 12,4 % s'y rendent en deux-roues, à vélo ou à pied et 6,3 % n'ont pas besoin de transport (travail au domicile).

### Activités hors agriculture

#### Secteurs d'activités
148 établissements sont implantés  à Marcillac-Vallon au 31 décembre 2019. Le tableau ci-dessous en détaille le nombre par secteur d'activité et compare les ratios avec ceux du département,.
| Secteur d'activité                                                                                        | Commune | Commune | Département |
| Secteur d'activité                                                                                        | Nombre  | %       | %           |
| --- | ------- | ------- | ----------- |
| Ensemble                                                                                                  | 148     | 100 %   | (100 %)     |
| Industrie manufacturière, industries extractives et autres                                                | 10      | 6,8 %   | (17,7 %)    |
| Construction                                                                                              | 12      | 8,1 %   | (13 %)      |
| Commerce de gros et de détail, transports, hébergement et restauration                                    | 44      | 29,7 %  | (27,5 %)    |
| Information et communication                                                                              | 1       | 0,7 %   | (1,5 %)     |
| Activités financières et d'assurance                                                                      | 4       | 2,7 %   | (3,4 %)     |
| Activités immobilières                                                                                    | 8       | 5,4 %   | (4,2 %)     |
| Activités spécialisées, scientifiques et techniques et activités de services administratifs et de soutien | 17      | 11,5 %  | (12,4 %)    |
| Administration publique, enseignement, santé humaine et action sociale                                    | 32      | 21,6 %  | (12,7 %)    |
| Autres activités de services                                                                              | 20      | 13,5 %  | (7,8 %)     |

Le secteur du commerce de gros et de détail, des transports, de l'hébergement et de la restauration est prépondérant sur la commune puisqu'il représente 29,7 % du nombre total d'établissements de la commune (44 sur les 148 entreprises implantées  à Marcillac-Vallon), contre 27,5 % au niveau départemental.

#### Entreprises
Les quatre entreprises ayant leur siège social sur le territoire communal qui génèrent le plus de chiffre d'affaires en 2020 sont : 
- Bras Turlan, travaux de menuiserie bois et PVC (3 088 k€) ;
- JP Finances, activités des sociétés holding (170 k€) ;
- Ecole De Conduite Auto Moto 2000, enseignement de la conduite (163 k€) ;
- Batfi, activités des sièges sociaux (89 k€).

### Vignoble de Marcillac

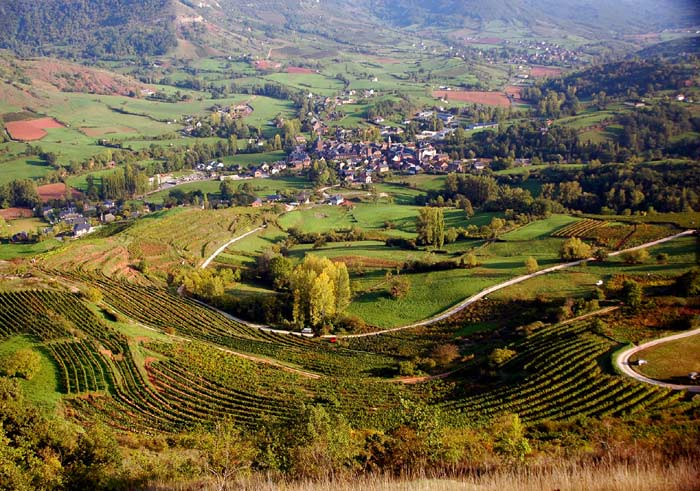
Vignoble AOC Marcillac à Clairvaux-d'Aveyron.

Le vignoble est situé à 20 km au nord-ouest de Rodez. L'aire de production s'étend sur les communes de Marcillac-Vallon, Balsac, Clairvaux-d'Aveyron, Goutrens, Mouret, Nauviale, Pruines, Salles-la-Source, Saint-Cyprien-sur-Dourdou, Saint-Christophe-Vallon et Valady.
En 1965 une poignée de producteurs ont décidé de réagir avant l'extinction complète du vignoble. Ils décidèrent de postuler pour être classé VDQS, sortir de l'anonymat et se motiver. Ils ont réaménagé le vignoble pour mécaniser à minima les travaux en créant des terrasses étroites (des faisses en Rouergat). En 1990, ils ont tout naturellement obtenu la protection de l'appellation par le biais de l'AOC.

### Agriculture
La commune est dans le Rougier de Marcillac, une petite région agricole située dans le nord-ouest du département de l'Aveyronet correspondant au haut bassin du Dourdou de Conques. En 2020, l'orientation technico-économique de l'agriculture  sur la commune est l'élevage d'ovins ou de caprins.
|               | 1988 | 2000 | 2010 | 2020 |
| ------------- | ---- | ---- | ---- | ---- |
| Exploitations | 50   | 25   | 34   | 18   |
| SAU (ha)      | 801  | 654  | 605  | 889  |

Le nombre d'exploitations agricoles en activité et ayant leur siège dans la commune est passé de 50 lors du recensement agricole de 1988  à 25 en 2000 puis à 34 en 2010 et enfin à 18 en 2020, soit une baisse de 64 % en 32 ans. Le même mouvement est observé à l'échelle du département qui a perdu pendant cette période 51 % de ses exploitations,. La surface agricole utilisée sur la commune a quant à elle augmenté, passant de 801 ha en 1988 à 889 ha en 2020. Parallèlement la surface agricole utilisée moyenne par exploitation a augmenté, passant de 16 à 49 ha.

### Filtrauto
Filtrauto est une filiale du groupe S.O.G.E.F.I. C'est l'une des entreprises qui emploie le plus de personnes à Marcillac-Vallon. Elle construit des filtres pour véhicules.

## Enseignement

### Enseignement primaire
Deux écoles primaires sont présentes à Marcillac-Vallon. L'école maternelle et primaire Jean Auzel (ancien maire de Marcillac) comptent 145 élèves de la petite section au CM2. Elles permettent d'avoir une scolarité bilingue (français-occitan). L'école privée des Prades compte 113 élèves. Elle fait partie de l'ensemble scolaire Saint Joseph qui dépend du collège Saint Joseph.

### Enseignement secondaire
Deux collèges sont présents à Marcillac-Vallon. Le collège public Kervallon a été construit en 1961 et compte 396 élèves à la rentrée 2017. Situé aux abords de Marcillac-Vallon, il devient en 2023 le collège Pierre-Soulages. Le collège privé Saint Joseph est rattaché à la tutelle des sœurs de Saint Joseph. Il se situe au centre de Marcillac.

## Culture

### Fête de la Saint Bourrou
La fête de la Saint Bourrou est une pratique inscrite à l'inventaire du patrimoine culturel immatériel en France en 2013. Elle se déroule lors du week-end de la Pentecôte.

### Presse
Le journal L'Empaillé a son siège dans la commune.

## Culture locale et patrimoine

### Lieux et monuments

#### Chapelle Notre-Dame de Foncourrieu
Inscrit MH (1988)

### Manoir de Curlande
Inscrit MH (2001)

#### Chapelle des Pénitents
Vers 1600, la confrérie des Pénitents Blancs s'établit à Marcillac. La chapelle a été construite en 1666.
A côté se trouve une lanterne des morts plus ancienne. Il s'agit d'une tour dans laquelle une lampe était hissée, pour, selon la tradition, protéger les morts. Elle est à l'angle d'un ancien cimetière de Marcillac. Elle fut détruite durant la Révolution française et reconstruite en 1809. De nos jours, elle sert de clocher à la chapelle.
Aujourd'hui, cette chapelle est le point de départ de la Saint-Bourrou, la fête du vin qui a lieu pendant le week-end de Pentecôte.

#### Église Saint Martial
L'église Saint-Martial de Marcillac-Vallon a été construite à la fin du XIVe siècle. Elle fut consacrée au XVIe siècle par François d'Estaing. La nef qui entourée de 8 chapelles mesure 35 mètres de long sur 11 mètres de large. La tribune a été construite au XIXe siècle. L'orgue a été rénové en 2012. Elle est située au cœur de Marcillac-Vallon.

#### Monument aux morts
Le monument aux morts de Marcillac-Vallon se situe sur le quai du Cruou (rue parallèle au tour de ville). Il a été réalisé par Joseph Mallet en 1923. Il représente un vigneron qui pleure ses morts avec à ses pieds ses instruments de travail spéciaux : le panier de vendanges, le coussin et la pioche à deux dents,.

### Monument aux morts de la Shoah
En mémoire des victimes de la Shoah, une plaque commémorative exposée contre le mur extérieur de la salle des fêtes de Marcillac-Vallon a été inaugurée le 24 janvier 2008 par Serge Klarsfeld. Elle regroupe les noms des 25 Juifs tués dans le Vallon en 1942 et 1943 pendant la Seconde Guerre mondiale.

Monuments de Marcillac-Vallon.
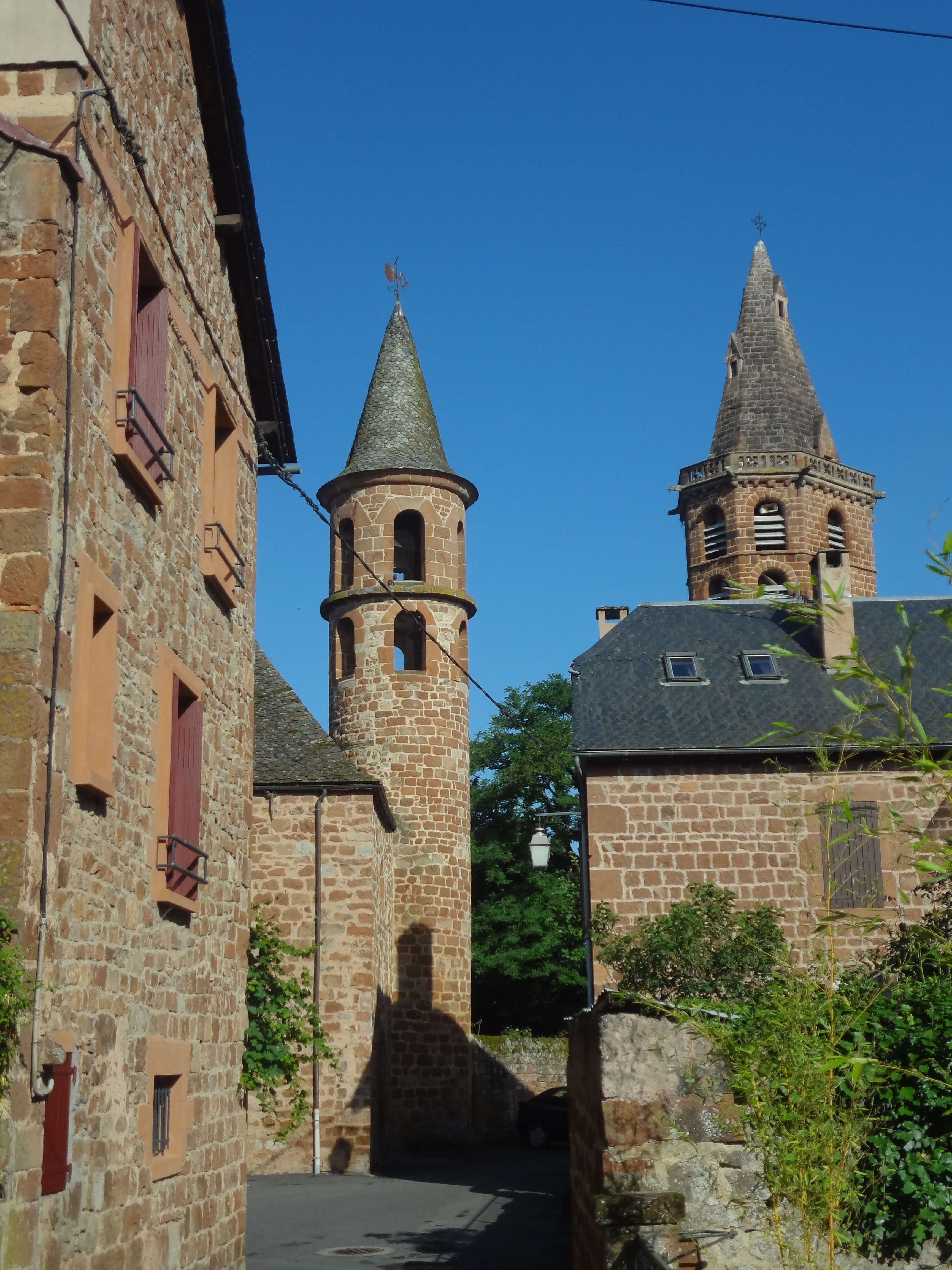
Lanterne des morts et clocher.
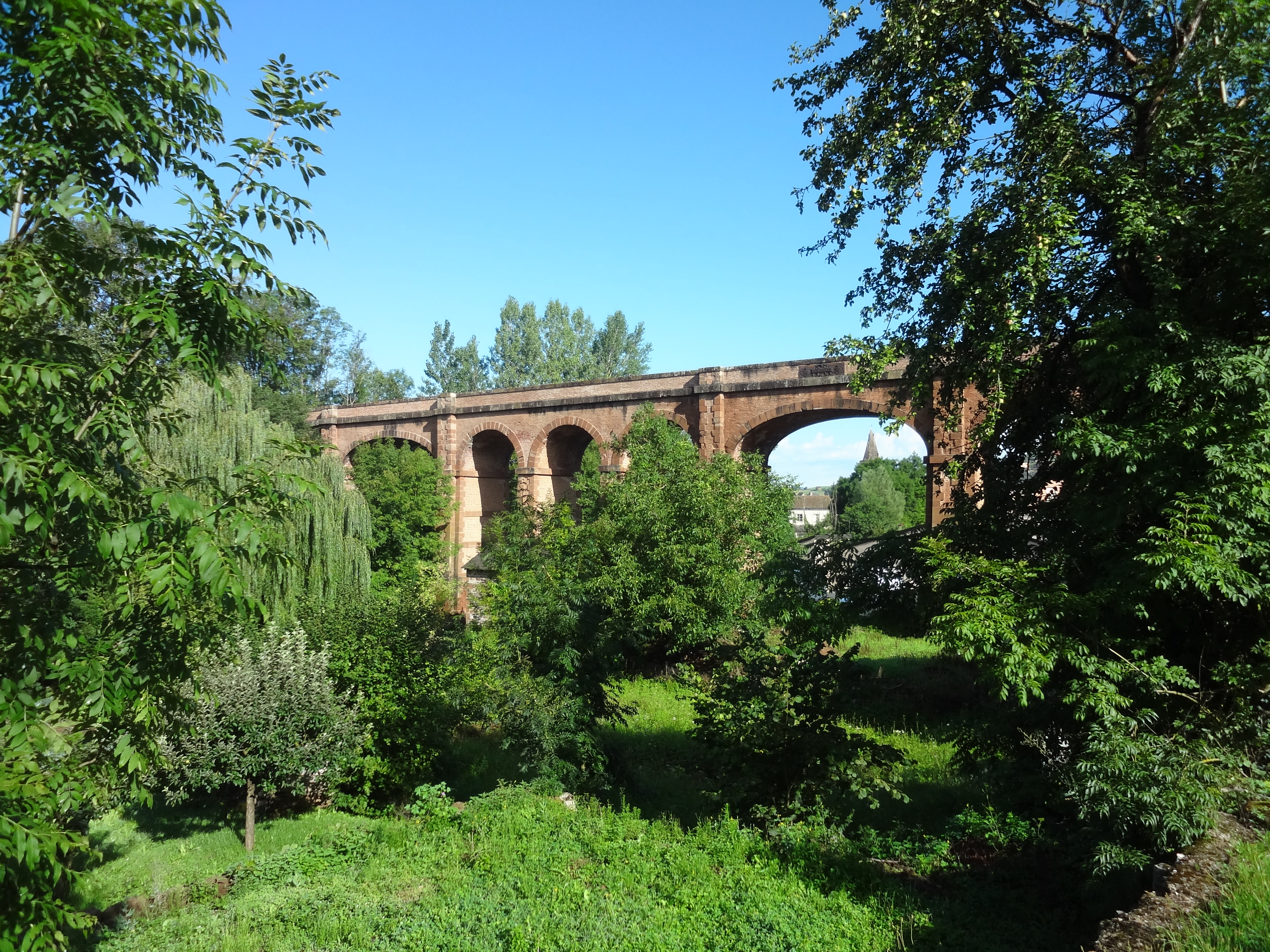
Viaduc industriel.
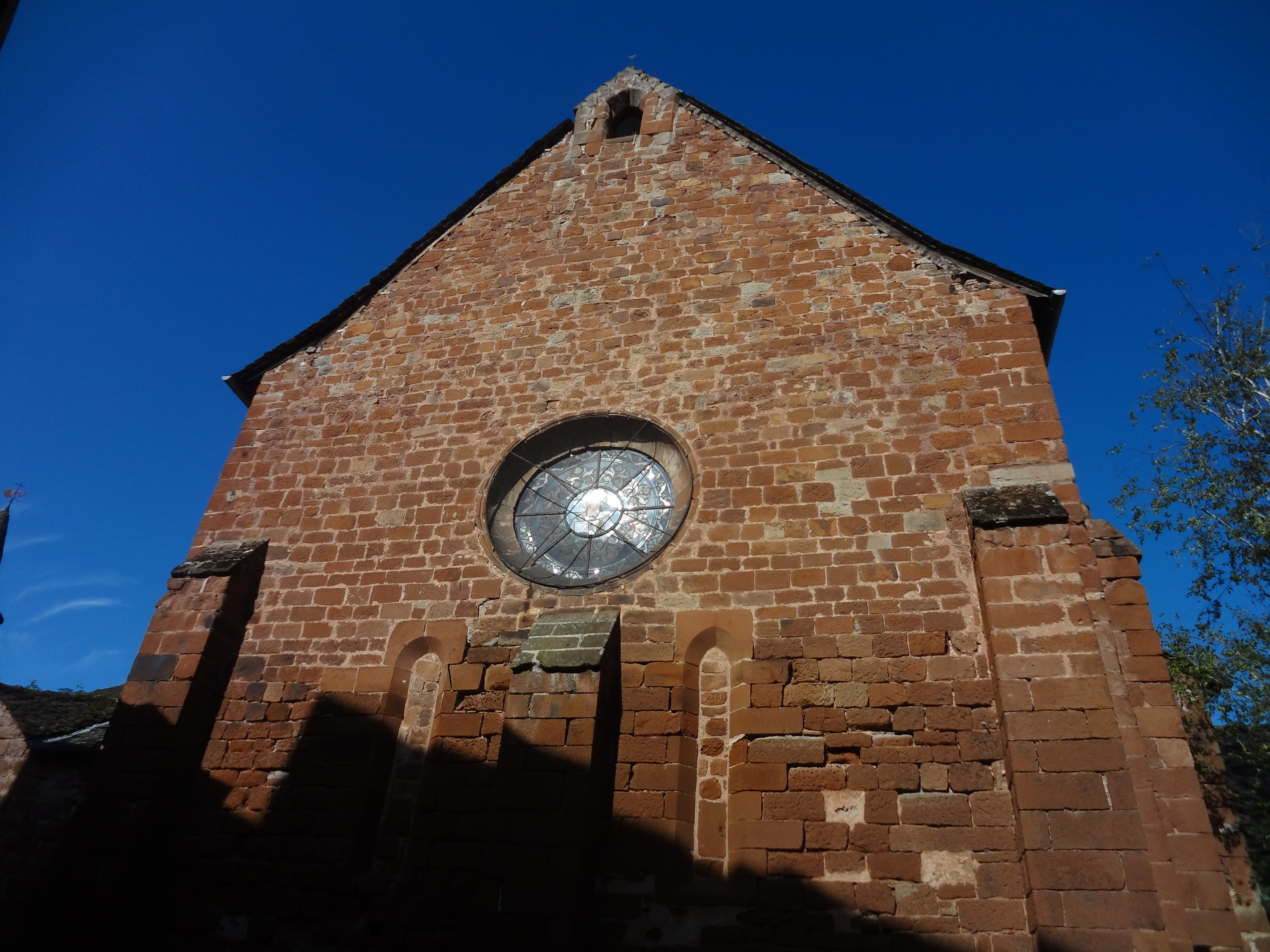
Chapelle des Pénitents.
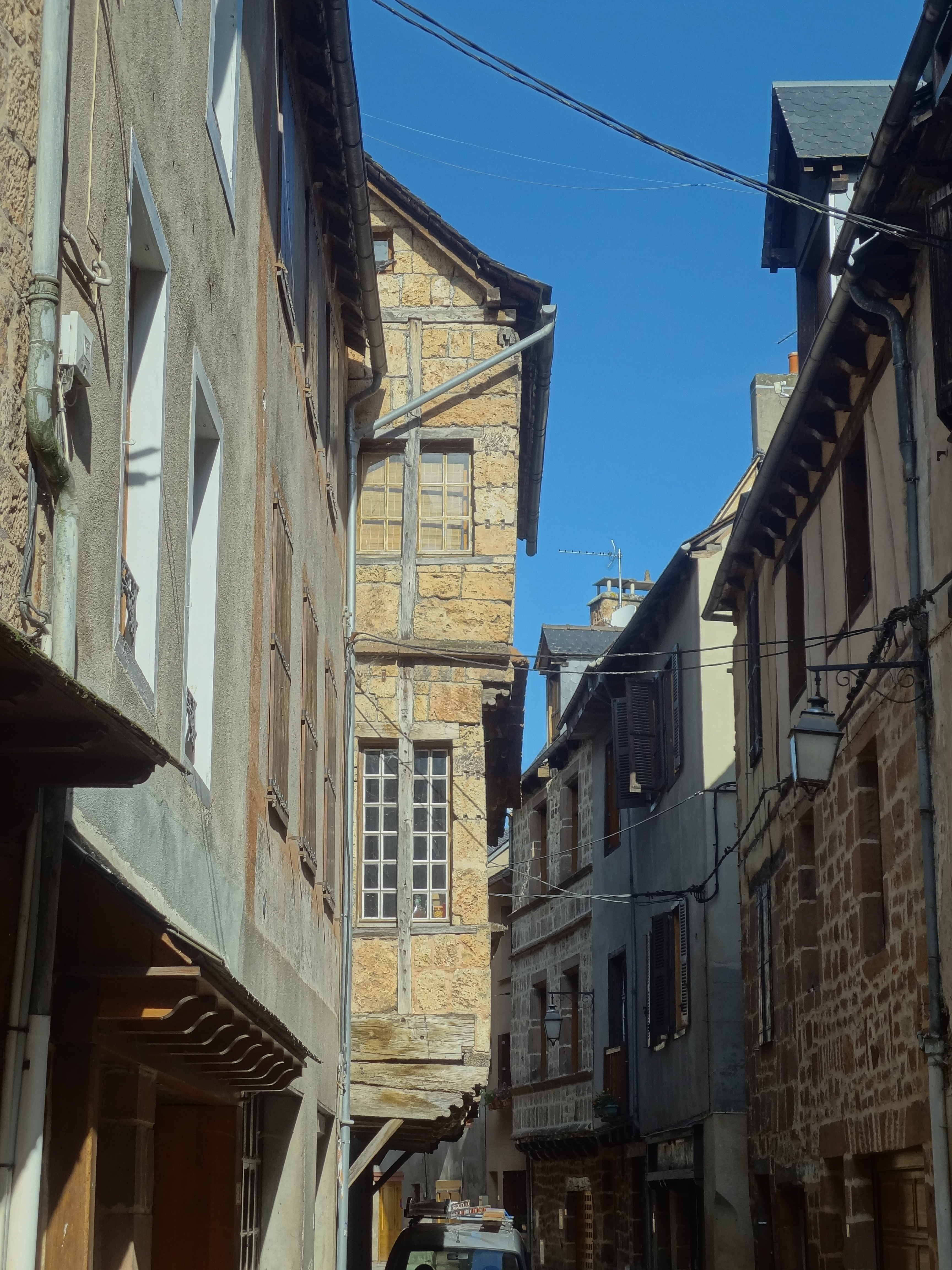
Rue médiévale.
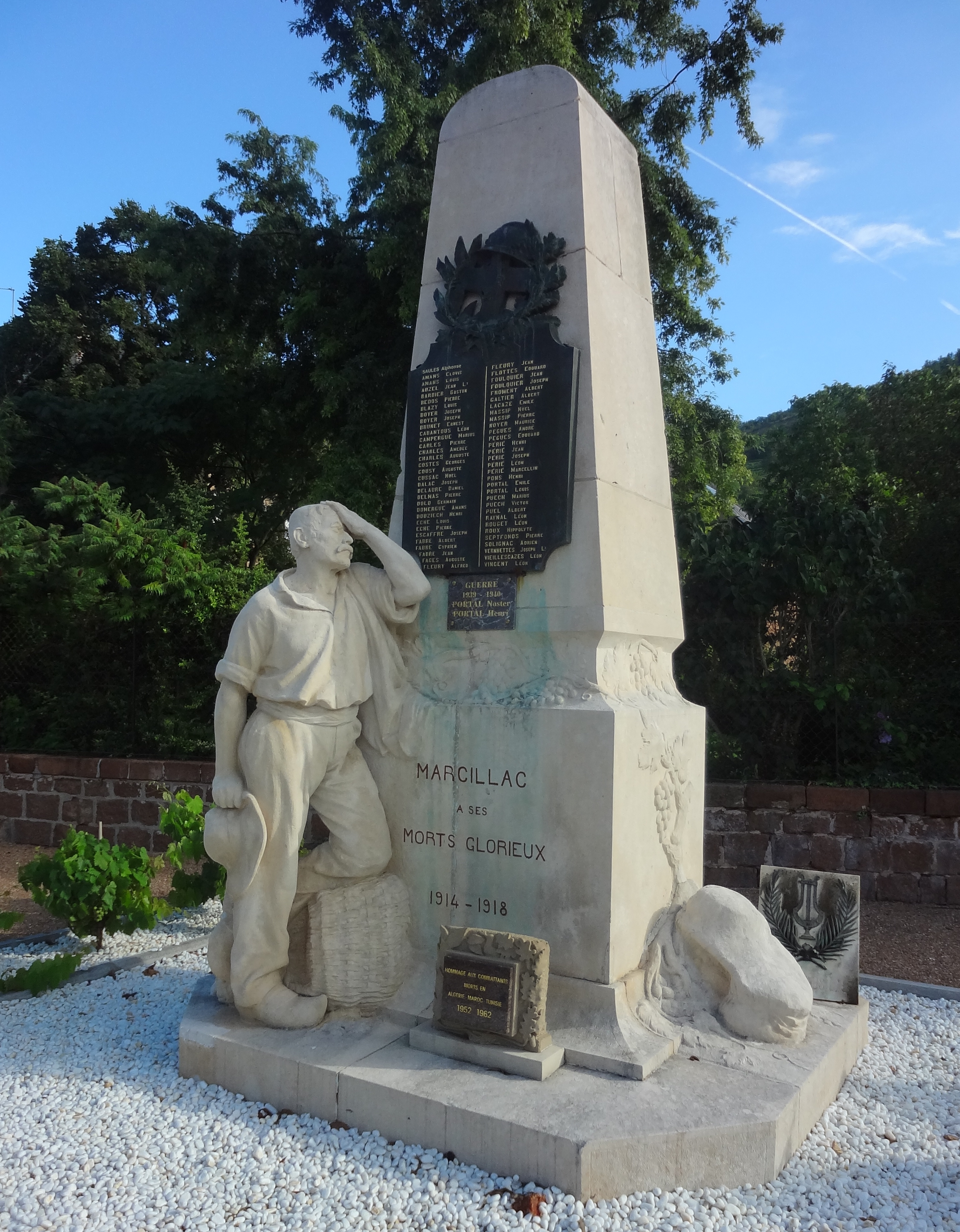
Monument au vigneron (sculpteur : Joseph Malet)
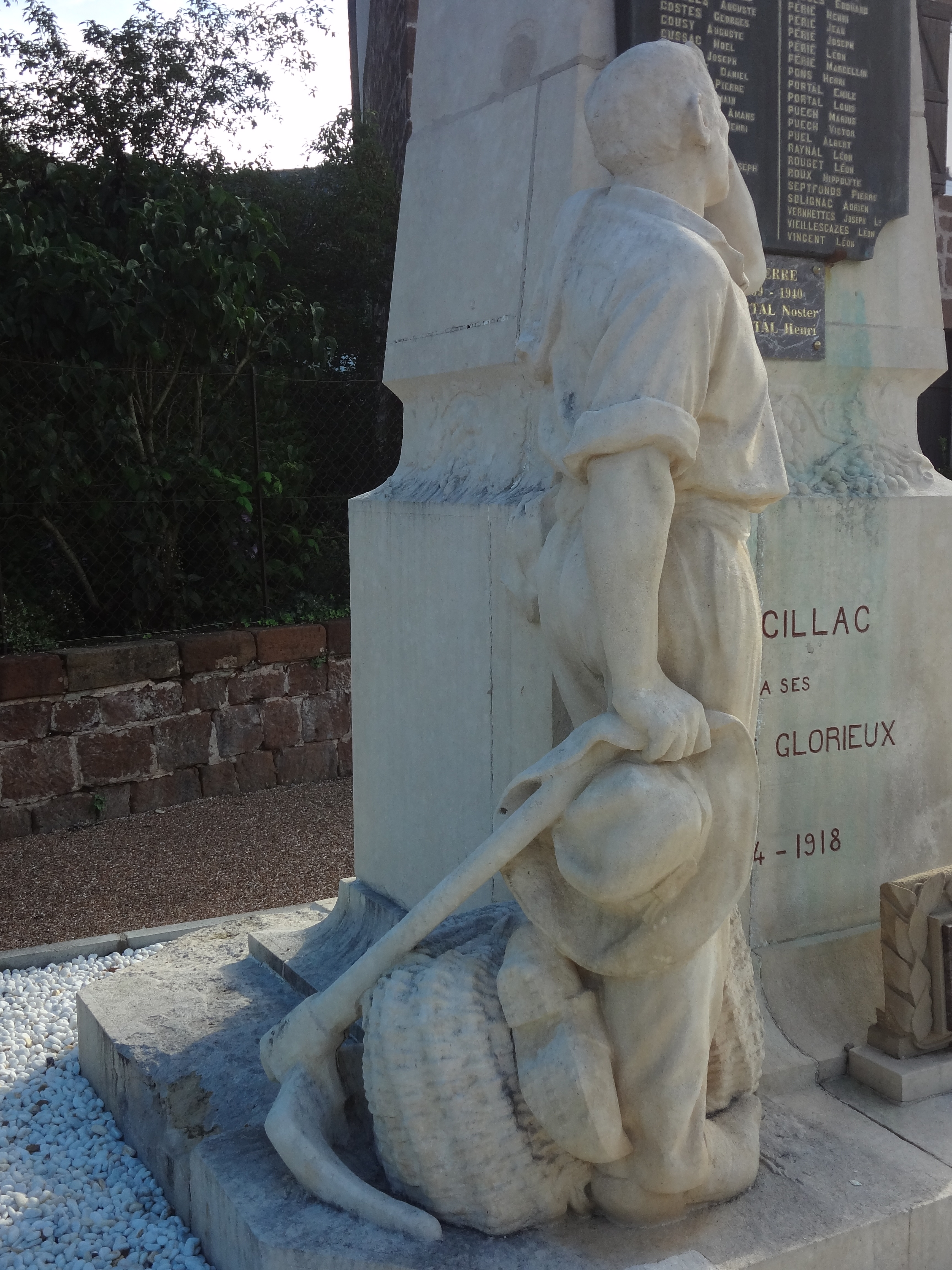
Monument au vigneron, détail (sculpteur : Joseph Malet)

### Personnalités liées à la commune
- L'abbé Justin Bessou (1945-1918), poète d'expression principalement occitane, vicaire à Marcillac de 1877 à 1881
- Pierre Pradié (1816-1892), député des Seconde et Troisième Républiques, né à Marcillac
- Jean-Joseph Tarayre (1770-1855), général et baron d'empire napoléonien, né à Solsac près de Marcillac

### Héraldique
| Blason de Marcillac-Vallon | Blason  | De gueules au léopard lionné issant d'or, tenant dans sa patte dextre une grappe de raisin tigée et feuillée du même, au chef parti au I d'azur semé de fleurs de lys d'or au chef du même et au II d'argent au sautoir de gueules. |
| Blason de Marcillac-Vallon | Détails | Il se compose des armes d'Henri (comte de Rodez et de Carlat), de celles du seigneur d'Estaing et celles du seigneur de Panat. La grappe de raisin a été rajoutée en 1953. Adopté le 1er février 1953.                              |